# Walter Thräne
Walter Thräne (* 23. Juli 1926 in Voigtstedt; † 9. November 1993 in Eisenhüttenstadt) war ein deutscher Agent und hauptamtlicher Mitarbeiter des Ministeriums für Staatssicherheit (MfS) der Deutschen Demokratischen Republik (DDR) im Dienstgrad eines Hauptmanns. 1962 flüchtete er in die Bundesrepublik, wurde kurze Zeit später jedoch vom MfS in Österreich entführt, in die DDR verschleppt und zu 15 Jahren Zuchthaus verurteilt. Thräne war einer der wenigen hauptamtlichen Mitarbeiter des MfS, die in den Westen überliefen, und eine von wenigen Personen, die vom MfS aus dem Westen entführt wurden.

## Leben
Thräne studierte Biologie sowie Chemie und war zunächst als Lehrer, später als Direktor einer Polytechnischen Oberschule tätig. Das MfS erpresste den verheirateten Thräne wegen einer Liebesaffäre zu einer jungen Kollegin zur Mitarbeit im MfS. Nach einer kurzen Tätigkeit in der MfS-Bezirksverwaltung Halle kam Thräne als Unterleutnant in die neue MfS-Arbeitsgruppe „Wissenschaftlich-technische Auswertung“ (WTA) nach Berlin. Innerhalb von eineinhalb Jahren erfolgten die Beförderung zum Hauptmann und die Ernennung zum stellvertretenden WTA-Leiter.
1959 geriet er beim Minister für Staatssicherheit Erich Mielke in Ungnade, als er den Sinn der wissenschaftlich-technischen Auslandsaufklärung anzweifelte. Daraufhin wurde er zur Abteilung XIII (Verkehrswesen) des MfS strafversetzt. Dort sollte er Mitarbeiter der Berliner Fahrgastschifffahrt überwachen und mit Kompromaten ebenfalls für eine Tätigkeit im oder für das MfS anwerben. Kurz vor seiner Flucht wurde Thräne im Juni 1962 vom Hauptmann zum Oberleutnant degradiert aufgrund eines Liebesverhältnisses wegen Verstoßes „gegen Befehle und Anordnungen über die Konspiration sowie gegen die Zehn Gebote der sozialistischen Moral und Ethik“.
Am 11. August 1962 flüchtete Thräne mit seiner Geliebten Ursula Schöne über den Bahnhof Berlin Friedrichstraße nach West-Berlin, worauf das MfS einige Quellen im Westen abschalten musste, die er hätte verraten können. Der Schaden für das MfS wurde mit fünf Millionen D-Mark beziffert. Die WTA wurde unter der neuen Bezeichnung Sektor Wissenschaft und Technik (SWT) in die Hauptverwaltung A des MfS integriert.
Am 6. September 1962 wurden Thräne und Ursula Schöne in Kremsmünster in Österreich entführt, zunächst in die Tschechoslowakei gebracht und anschließend in die DDR. Am 24. Januar 1963 verurteilte ein Gericht in Neubrandenburg Thräne zu 15 Jahren Zuchthaus wegen Fahnenflucht, Spionage, Verletzung militärischer Geheimnisse und Untreue. Die Untersuchungs- und Strafhaft verbrachte Thräne im Zentralen Untersuchungsgefängnis des MfS in Berlin-Alt-Hohenschönhausen unter verschärften Haftbedingungen. Er durfte keine Besuche empfangen oder Briefe schreiben und war von Mithäftlingen isoliert; seine beiden Nachbar-Hafträume blieben leer. Drei an der „Rückholaktion“ des MfS beteiligte inoffizielle Mitarbeiter des MfS wurden im Oktober 1968 wegen Verschleppung zu Freiheitsstrafen zwischen zwei Jahren und drei Monaten und vier Jahren verurteilt. Markus Wolf war als Leiter der Hauptverwaltung A des MfS maßgeblich an der Vorbereitung und Leitung der gewaltsamen „Rückholung“ Thränes in die DDR beteiligt.
Am 30. Januar 1973 wurde Thräne nach einem Gnadengesuch infolge einer allgemeinen Amnestie vorzeitig entlassen. Er musste sich schriftlich verpflichten, über seine frühere Tätigkeit beim MfS, seine Festnahme, das Strafverfahren und seine Haftzeit Stillschweigen zu bewahren. Thräne lebte und arbeitete fortan in Eisenhüttenstadt. Beim VEB Kraftverkehr hatte er Rechnungen zu prüfen, wofür er 390 Ostmark Monatsgehalt erhielt. Seiner Legende nach war er ein ehemaliger leitender Mitarbeiter des Ministeriums für Volksbildung der DDR. Thräne verstarb 1993 in Eisenhüttenstadt.

## Auszeichnungen
- 1959: Verdienstmedaille der Nationalen Volksarmee in Bronze